# بالا حصار
بالا حصار، هي قلعة قديمة تقع في جنوب مدينة كابل القديمة ، أفغانستان. التاريخ المقدّر للبناء هو حوالي القرن الخامس الميلادي..تقع بالا حصار في جنوب المدينة المعاصرة تتوسط نهاية جبل كوه شيرداروازه. تبدأ أسوار كابل ، التي يبلغ ارتفاعها 20 قدمًا (6.1 مترًا) وسمكها 12 قدمًا (3.7 مترًا) ، من القلعة وتتبع سلسلة الجبال في منحنى وصولاً إلى النهر.أنها تتميز بمجموعة من البوابات التي تفضي إلى القلعة. يقع جبل كوه شيرداروازه ( بوابة الأسد) خلف القلعة
قُسمت بالا حصار في البداية إلى قسمين: القلعة السفلية التي تحتوي على الاسطبلات والثكنات وثلاثة قصور ملكية ، والقلعة العلوية (الحصن الفعلي الذي يحمل اسم بالا حصار) التي تضم ترسانة والزنزانة في كابل ، والمعروف باسم " الحفرة السوداء" (السياه تشال)

## تاريخ
أصول قلعة بالا حصار غامضة. أستردت فخار ما قبل كوشان وكذلك العملات المعدنية الهندية اليونانية والأخمينية في المنطقة المجاورة لها ، مما يشير إلى وجود مستوطنات في المنطقة منذ القرن السادس الميلادي على الأقل. يعود استخدام الموقع كقلعة إلى فترة تعود إلى القرن الخامس ؛ ومع ذلك ، لا يوجد سوى القليل من الأدلة المتعلقة بتاريخها الدقيق.
تبدأ الأدلة على نشاط ملحوظ مع المغول. حاصر بابر ، مؤسس إمبراطورية المغول ، القلعة وغزاها عام 1504. بعد أن خلف أكبَر والده وعزز حكمه في كابل ، أصبح بالا حصار المقر الرئيسي لسوبحدار (حارس) كابل صباح. في ظل حكم المغول ، تطور الموقع إلى قلعة قصر بارزة ، يمكن مقارنتها في الحجم بتلك الموجودة في عاصمتي المغول في أغرا ولاهور. دعمت الجدران الخارجية للقلعة و وسعّت مساحة الموقع. هدم الإمبراطور جهانجير عدة مبانٍ داخل القلعة و شيّد قصورًا جديدة وقاعات للجمهور وشارباغ.بنى ابنه وخليفه شاه جهان لنفسه أحياء داخل القلعة قبل التحاقه و نالت إعجاب جهانجير. كإمبراطور ، أقام شاه جيهان لاحقًا في بالا حصار خلال حملاته في آسيا الوسطى. شيّد أورنجزيب ، خليفة شاه جهان ، مسجد داخل القلعة.
بعد أن فقد المغول كابل ، أُهملت القلعة، حيث انتقلت إلى أيدي الفرس والدرانيين ، حتى استولى تيمور شاه دوراني على العرش عام 1773. عند نقل عاصمة دوراني إلى كابل ، احتل تيمور القلعة وأعاد بناء قصر بداخله ، واستخدم الجزء العلوي من القلعة كسجن وترسانة للدولة. طور خليفته شاه شجاع دراني  القلعة. حلت الهياكل التي أقامها محل عدد من بنيان المغول سابقًا
كحصن رئيسي في كابول ، كان بالا حصار مسرحًا للعديد من الأحداث المحورية في كل من الحربين الأنغلو-أفغانية الأولى (1838-1842) والثانية (1878-1880). قُتل المبعوث البريطاني إلى كابول ، السير بيير لويس نابليون كافاجناري داخل الحصن في سبتمبر 1879 ، مما أدى إلى اندلاع انتفاضة عامة والمرحلة الثانية من الحرب الأنغلو-أفغانية الثانية. تضررت خلال الحرب الأنغلو-أفغانية الثانية عندما احترقت المقيمية البريطانية ، ثم لاحقًا عندما انفجر المستودع. أراد ضابط الجيش البريطاني فريدريك روبرتس هدم القلعة بالكامل ، ولكن في النهاية حُصِنت و قوّيت في ربيع عام 1880 ، قبل مغادرة البريطانيين لأفغانستان ببضعة أشهر. أمر روبرتس بتسوية العديد من الهياكل التي تعود إلى حقبة المغول والدراني في القلعة ، وبالتالي لم يتبق سوى القليل جدًا من مساهماتهم المعمارية.
توقفت القلعة عن أداء أي وظائف إمبراطورية عندما هُجرت بالكامل في تسعينيات القرن التاسع عشر.

## القرن العشرون

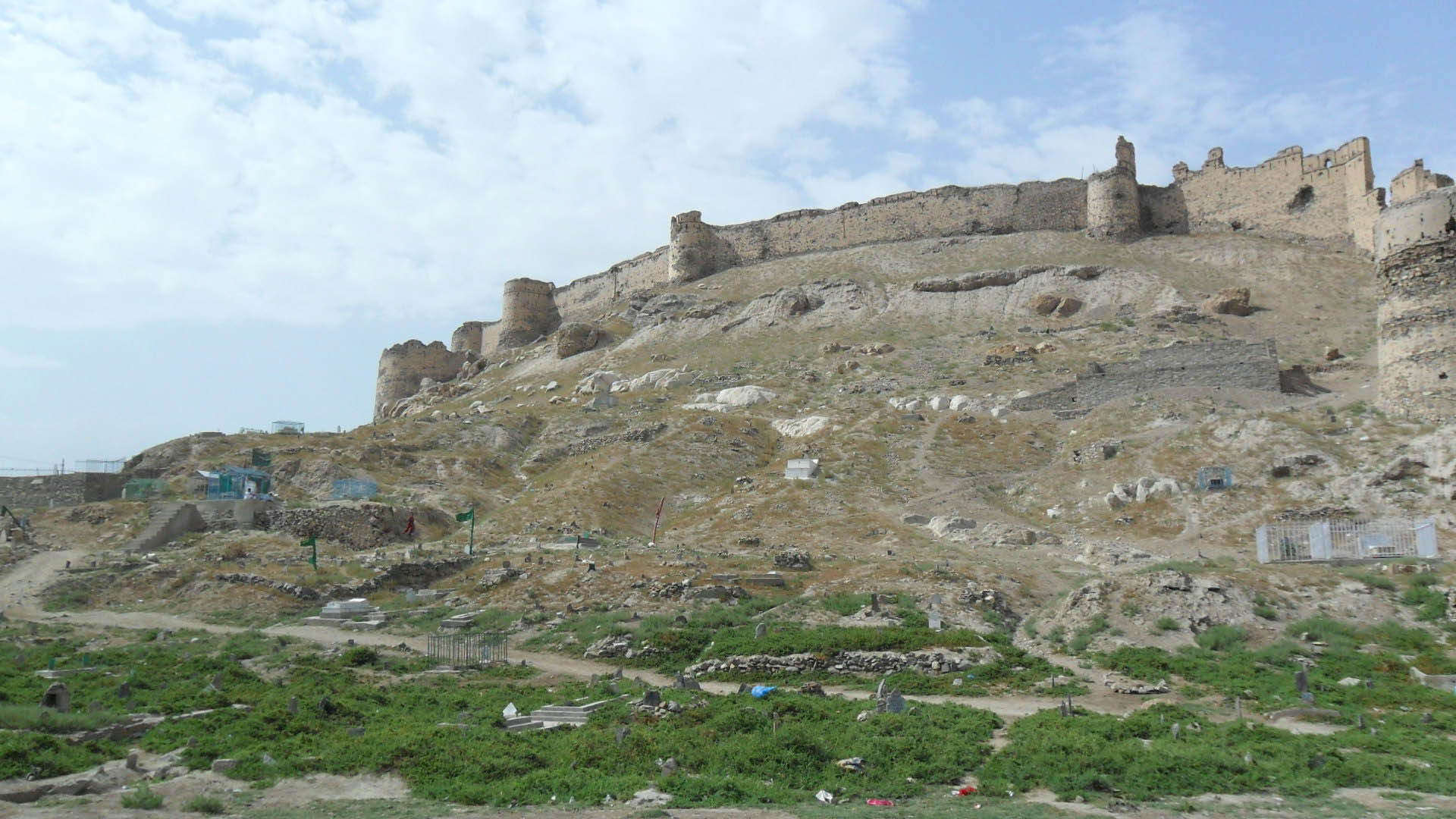
بالا حصار

في 5 أغسطس 1979 ، نظّم الجماعات المناهضة للحكومة انتفاضة بالا حصار ، ولكنها قُمعت واعتقل النظام عشرات الأشخاص و نفذوا قرار الحكم على البعض.
مرة أخرى أصبح بالا حصار النقطة المحورية للصراع بين الفصائل خلال الحرب الأهلية الأفغانية في عام 1994 ، بين قوات مسعود وقوات حكمتيار. نتيجة لذلك تضرر جزء كبير من القلعة.
قبل استيلاء طالبان على المدينة ، كان يقودها الفرقة 55 من الجيش الوطني الأفغاني ويمكن للمرء أن يرى بقايا الدبابات والأسلحة الثقيلة المتمركزة على بقايا القلعة المطلة على كابل..

## بالا حصار اليوم
عند النظر إلى الجدار الخارجي للقلعة الرئيسية ، من الممكن رؤية طبقات من مواد البناء التي تعود إلى سنوات الدمار وإعادة التحصين. تتناثر الدبابات وغيرها من حطام الحرب من الثلاثين سنة الماضية حول قمة التل. شيَد الكثير من التلال فوق الأنفاق و المخازن تحت الأرض. تطوق أعلى قمة التل أدلة على وجود خنادق من حرب الخنادق السابقة ، وهو مزين بعلم أفغاني. تتجول الكلاب البرية في جميع أنحاء التلال و تقع شركة جيش في الموقع. احتل الجيش والمدنيون الأمريكيون موقعًا أسفل القلعة خلال عملية الحرية الدائمة. حذّر الركاب عند صعودهم إلى القلعة ، للبقاء على المسارات المستخدمة بكثرة لتجنب الألغام التي زرعت خلال الاحتلال السوفيتي
في 2 فبراير 2021 ، وقع القائم بأعمال وزير الإعلام والثقافة الأفغاني ، محمد طاهر زهير ، مذكرة تفاهم مع صندوق الآغا خان للثقافة (وكالة تابعة لشبكة الآغا خان للتنمية) بشأن إعادة بناء وتدعيم الجدران والبنيان. بالإضافة إلى إنشاء حديقة أثرية في الموقع. وقد تعهدت الهند بحوالي مليون دولار لهذا المشروع